# Американски научен център - София
Американски научен център – София е частна академична организация с идеална цел. Създаден е през 2004 г. в София, България. Организацията е със седалище в Итака, Ню Йорк, САЩ.

## Обща информация
Американският научен център – София (АНЦС) е създаден през 2004 г. от двама специалисти по антична история и гръцка епиграфика от Корнелския универиситет, проф. Кевин Клинтън и съпругата му д-р Нора Димитрова. Центърът е частна, независима, академична организация с нестопанска цел, чиято мисия е: 1) да подпомага изследванията на северноамерикански учени и студенти в широк спектър на хуманитарните области и социалните дисциплини от всички периоди на българската и балканска история; 2) да насърчава българо-американското научно сътрудничество и 3) да стимулира професионалното развитие на младото поколение от български изследователи в тези области. Екипът на АНЦС се състои от петима щатни служители: директор; административен директор, завеждащ офиса в САЩ; завеждащ „Археологически програми“; библиотекар и управител на сградата. Седемдесет и четири северноамерикански университети, колежи и изследователски институти са членове на АНЦС и формират неговия управителен съвет. Институцията домакин на Центъра в САЩ е Корнелският университет.
Благодарение на грант от Института за хуманитарни изследвания „Пакард“ през 2008 г. АНЦС закупи триетажна сграда близо до центъра на София. С това дарение Центърът се сдоби с лекционна зала, зала за семинари, общежитие и двуетажна библиотека. Специализираната научна колекция на АНЦС наброява около 11 000 тома по българска и балканска история, общество и култура, като приоритетни са изследванията върху античността с второстепенни ядра в средновековния период и на XX век. От особено значение са научните материали, които са рядкост в България или въобще не са достъпни. Библиотеката е със свободен достъп и се използва от нарастващ брой българи и чужденци. Тя разполага с безжичен интернет и електронният ѝ каталог улеснява справките в колекцията.

## Академична програма със стипендии за изследвания в България
Всяка година АНЦС предлага стипендии предимно на докторанти в хуманитарните дисциплини от северноамерикански учебни заведения, които изследват България и Балканите. Кандидатите представят изследователски проект, по който работят по време на престоя си в България. Наред със самостоятелните проучвания стипендиантите участват в академична програма, която през есеннения семестър се концентрира върху история на България и съседните балкански страни от праисторията до наши дни. Темите на пролетния семестър са свързани с религиозни вярвания и паметници в региона. Стипендиантите на АНЦС получават и езиково обучение по български или по други балкански езици. Центърът осигурява и логистична подкрепа и достъп до местните библиотеки, музеи, архиви, хранилища и т.н. Академичната програма на АНЦС е спонсорирана от Фондация Америка за България Архив на оригинала от 2011-10-02 в Wayback Machine..

## Краткосрочни стипендии
АНЦС е поел ангажимент да подпомага професионалното развитие на младото поколение български учени. През последните години Центърът предостави десетки краткосрочни стипендии в хуманитарните области от българските университети за проучвания в специализирани библиотеки и центрове в Гърция и Турция. АНЦС също така има споразумения с научни институции в съседните балкански страни за обмен на стипендианти. Центърът спонсорира участие на български учени в престижни международни форуми.

## Изследователски проекти
AНЦС инициира, посредничи и спомага на редица съвместни българо-американски изследователски проекти. Пример за това е програмата за сътрудничество Архив на оригинала от 2011-10-12 в Wayback Machine., създадена през 2009 съвместно с Отдела по антропология към Музея „Фийлд“ Архив на оригинала от 2011-10-11 в Wayback Machine. в Чикаго и Фондация „Америка за България“, която има за цел да изследва и опазва археологическото и културно наследство в България, да подпомага историческите музеи в България и да насърчава вътрешния и международния туризъм в страната.

## Издания на АНЦС
През 2010 г. Центърът стартира първата си публикация за историята на България – документалното изследване на Нася Кралевска-Оуенс Communism versus Democracy: Bulgaria 1944 – 1997 (издадена на български като Без заглавие – Рушители и строители на България). По повод на Международния византоложки конгрес, който се проведе през август 2011 г. в София, АНЦС издаде сборник с изследвания на български историци под редакцията на акад. Васил Гюзелев и проф. Кирил Петков (State and Church: Studies in Medieval Bulgaria and Byzantium). В подготовка е втори том, посветен на средновековната българска литература, изкуство и богословие, както и документалното изследване на д-р Елена Костова за средновековния Мелник. Тези издания ще стимулират интереса на чуждестранните изследователи и студенти към българското културно и историческо наследство.